# Юргіс Кайріс
Юргіс Кайріс (лит. Jurgis Kairys; народився 6 травня 1952 в Красноярську, СРСР) — радянський і литовський пілот. Багаторазовий чемпіон СРСР, Литви, Європи та світу в окремих програмах змагань із вищого пілотажу на літаку. Керує спортивними літаками Су-26, Су-29 і Су-31, розробник власного літака «Juka» для аероакробатики. Автор власного унікального маневру «Колесо Кайріса». Здійснив серію унікальних польотів, у тому числі «Політ століття» 18 вересня 1999 року попід десятьма мостами поспіль у Вільнюсі і «ультраполіт» на відстані 7 метрів над пішохідним мостом через річку Німан у Каунасі 2 вересня 2000 року.

## Дитинство та освіта
Юргіс Кайріс народився в Красноярську, куди були депортовані його батьки литовського походження. У ранньому віці повернувся в Литву. Проживав поруч із аеродромом, куди сідали і звідки злітали різні літаки, внаслідок цього захопився авіацією.
Закінчив гімназію в Кальтіненае, Вільнюський інженерно-будівельний інститут (нині Вільнюський технічний університет Гедиміна) і Ленінградську академію цивільної авіації (кваліфікація «авіаінженер»).
У Каунасі почав займатися аероакробатикою і був активним учасником Каунаського льотного клубу. Завдяки своєму таланту, рішучості та наполегливій праці, Юргіс Кайріс увійшов до складу збірної СРСР. Разом із Стяпасом Артишкявічюсом він виступав за радянську команду і зробив аероакробатіку саме такою, яка вона відома на сьогодні: багато пілотів повторюють ті трюки, які ввели радянські льотчики в 1970-ті роки.

## Професійні здобутки
Визнання до Кайріса прийшло тоді, коли йому запропонували стати пілотом спортивних версій літаків Су-26, Су-29 і Су-31. Саме на них він завоював низку нагород чемпіонатів світу та чемпіонатів Європи, спочатку за збірну СРСР, а потім за збірну Литви. Російські льотчики, котрі тренувалися під його керівництвом, домоглися також чимало перемог: у 2003 році саме на Су-31 Сергій Рахманін виграв чемпіонат світу, що проходив в місті Лейкленд (штат Флорида, США).
Ю. Кайріс — фахівець в класах «фрістайл» та «анлімітед». Серед його фірмових трюків виділяються «Колесо Кайріс», «Мала петля» і «Кобра Пугачова», причому Кайріс став першим льотчиком, який виконав фігуру вищого пілотажу «Кобра Пугачова» на гвинтовому літаку.

## «Політ століття»
18 вересня 1999 року на спортивному літаку Су-26 Кайріс зробив проліт у Вільнюсі попід десятьма мостами поспіль (у тому числі Лаздинайським, Жверинським і Зеленим). За 25 хвилин польоту над річкою Няріс, що протікає, петляючи, литовською столицею, льотчик десять разів минув мости, в тому числі і Жверинський міст з висотою прольоту 6 м. Програму він завершив «мертвою петлею». Всі мости і пілот були застраховані на суму в 2,5 млн доларів США. За цей політ Кайріс отримав в подарунок від спонсорів автомобіль марки Volkswagen.
21 серпня 2010 року на святкуваннях у Ризі пілот пролетів попід вантовим мостом.

## Сім'я
Одружений; дружина — Біруте, діти — Мантас і Сімас.